# Igigi
 (décembre 2014).
Si vous disposez d'ouvrages ou d'articles de référence ou si vous connaissez des sites web de qualité traitant du thème abordé ici, merci de compléter l'article en donnant les références utiles à sa vérifiabilité et en les liant à la section « Notes et références ».
Dans la mythologie mésopotamienne, Igigi désigne une classe de dieux.

## Hiérarchie
Les divinités étaient réparties en deux groupes. D'un côté les Anunnaki, qui gouvernaient le monde et résidaient sur les eaux, de l'autre les Igigi, chargés de pourvoir aux besoins matériels de la classe supérieure et vivant sur terre. Les décisions étaient prises par le conseil des Anunnaki, supervisé par Anu, le roi des dieux, puis plus tard par Enlil son successeur.
L'épopée d'Atrahasis (ou poème du Supersage) raconte comment les Igigi, épuisés par le travail, brûlèrent leurs outils et se révoltèrent contre les Anunnaki. Pour les remplacer et pour apaiser Enlil qui voulait les exterminer, Enki proposa la création d'un nouvel être, l'homme.

### Évolution dans le temps
Nous ne savons pas à quel moment ni pour quelle raison, la signification des termes Anunnaki et Igigi s'est inversée. C'est ainsi que dans certains récits, Igigi désigne les dieux célestes et Anunnaki les divinités chthoniennes. Dans l'épopée de Gilgamesh, par exemple, les Anunnaki sont les juges des enfers.

#### Nombre
Dans le récit de la création Babylonienne (l'Enuma Elish), le dieu Marduk qui succède à Enlil à la tête du panthéon, fixe le nombre des dieux à 600. Il les divise ensuite en deux groupes, Les Igigi aux cieux et les Anunnaki sur terre. Par contre si l'on se réfère au mythe de la descente d'Inanna aux Enfers, les Anunnaki occupent la fonction de juges des cieux et sont au nombre de 71.